# Amis-Coop
Amis-Coop est une revue française à parution mensuelle qui était diffusée exclusivement dans les écoles primaires. Elle compte 333 numéros entre octobre 1957 et mars 1990. La revue était éditée par l'office central de la coopération à l'école. Le magazine incluait des dossiers pédagogiques, des histoires, des jeux et des bandes dessinées.

## Historique
D'abord Contes et récits de l’Ami coop qui était un simple supplément littéraire de L'Écolier Limousin, la revue devient L'Ami Coop en 1953 (supplément de la Revue de la coopération scolaire) puis Amis-Coop en 1957 en tant que magazine des jeunes coopérateurs scolaires.

## Direction de la publication
Les directeurs de la publication furent successivement :
- Hippolyte Charlot (1886 - 1966)[4] ;

- Marcel Masson ;

- Raymond Pichon ;

- Maurice Scrève ;

- Raymond Toraille ;

- Madeleine Alary ;

- Marcel Kieffer ;

- Gérard Cambolive.

## Bandes dessinées
Ci-dessous, une liste non exhaustive de scénaristes et de dessinateurs de bandes dessinées ayant collaboré à Amis-Coop.
- Jean-Paul Dethorey
  - Les enquêtes de l'inspecteur X
  - Batistin

- Philippe Coudray
  - L'Ours Barnabé, à partir de 1980.

- Jean-Marc Héran (dessin) et Alain Laubry (scénario)
  - Les enquêtes de l'inspecteur X (à partir de 1988)
- François Mossmann
  - Les copains de la coopé

- Jean Mahaux
  - Fortuné

- Jean-Pierre Dethore alias Torre (dessin) et Alain-Germain Laubry alias Algé (scénario)
  - Caboche[5]

- Ramón Monzón (dessin) et Alain-Germain Laubry alias Algé (scénario)
  - Adaptations de contes traditionnels

- Jean Trubert
  - Pitchoun et la marmaille[6]

- Joëlle Savey
  - Le poirier de misère

- Philippe Luguy